# Простодушний (фільм, 1994)
«Простодушний» — російська музична комедія режисера Євгена Гінзбурга за мотивами однойменної повісті Вольтера. У самому фільмі його жанр визначений як «маскарад в двох частинах». Зйомки проходили в період 1992—1994 рр.

## Сюжет
Юнак, вихований в індіанському племені гуронів, потрапляє до Франції сімнадцятого століття, де випадково знаходить родичів своїх батьків — абата де Керкабон і його сестру. Жителі маленького містечка, де він оселився і який врятував від англійців, прагнуть «цивілізувати» дикуна-індіанця. Його вдається хрестити, після чого він закохується в хресну матір і твердо вирішує на ній одружитися. І ось тоді-то виявляється, що цивілізація — це суцільне лицемірство, а в культурній Франції панує така дикість, яка простодушним індіанцям і не снилася. У пошуках справедливості герой фільму стикається з такими досягненнями цивілізації, як релігійна нетерпимість, доноси і хабарництво, і ледь не закінчує свої дні в Бастилії, а його кохана, яка пожертвувала честю заради його порятунку, накладає на себе руки.

## Зйомки та монтаж
Фільм, замислювався як традиційний для режисера Євгена Гінзбурга телевізійний мюзикл-гротеск, знімався протягом чотирьох років: в роботі виникали паузи через брак грошей. Проте для зйомок художник Борис Бланк зумів створити найбільшу на кіностудії «Мосфільм» декорацію, використавши в роботі прийнятий в Голлівуді «принцип універсальності»: при цьому принципі декорації робляться так, щоб використовуватися в наступних фільмах, не повторюючи при цьому попередні.
В результаті та ж нестача грошей змусила монтувати стрічку не як телевізійну, а для великого екрану, що призвело до втрати вже відзнятого матеріалу. Крім того, друга серія вийшла не такою вдалою, як перша, не володіючи її легким і завзятим гумором; критик Сергій Меркулов писав після виходу картини
|  | Чувствуется, что авторам картины, чтобы уложиться в отведенный киноленте метраж, пришлось многим пожертвовать, резать буквально по живому. |

Оскільки зйомки тривали тривалий час, виконавці головних ролей Лариса Шахворостова і Сергій Маховиков, котрі познайомилися на знімальному майданчику фільму, до його виходу на екран встигли одружитися

## Нагороди та номінації
- Золотий Дюк-1994 - нагорода у номінації «Найкраща жіноча роль» (Лариса Шахворостова)
- Сузір'я-1994 — приз «За багатообіцяючий дебют» (Сергій Маховиков)
- Ніка-1994 — 3 номінації:
  - Найкраща робота художника
  - Найкраща робота звукооператора
  - Найкращий продюсер

## Актори та ролі
- Сергій Маховиков — Геркулес де Керкабон
- Лариса Шахворостова — Мадлен де Сент-Ів
- Армен Джигарханян — абат де Керкабон (дядечко)
- Лариса Голубкіна — Алоїза (тітонька)
- Михайло Кокшенов — абат де Сент-Ів
- Кахи Кавсадзе (ОС. Сергій Шакуров) — суддя
- Мамука Кікалейшвілі (ОС. Олександр Філіппенко) — син судді
- Микола Караченцов — капітан мушкетерів Франсуа-Марі де Рішар
- Олександр Абдулов — канцлер Мішель де Лувуа
- Леонід Куравльов — єпископ
- Костянтин Райкін — священик
- Зіновій Гердт — Франсуа-Марі Аруе, в'язень Бастилії
- Володимир Федоров — тюремник в Бастилії
- Анатолій Обухов — шинкар
- Елліна Адель — Мадлен з трактиру
- Юрій Васильєв[ru] — секретар де Сент-Пуанж
- Валерій Гатаєв — начальник міліції
- Расми Джабраїлов[ru] — письмоводитель
- Катерина Реднікова — Мадлен з трактиру
- Олександр Ширвіндт — де Сент-Пуанж
- Борис Шитіков — шпигун-єзуїт

## Пісні з фільму
- Пролог (виконують Сергій Маховиков і Лариса Шахворостова)
- Серенада (виконують Сергій Маховиков і Лариса Шахворостова)
- Свобода вибору (виконує Олександр Філіппенко і вок. Група)
- Справжній чоловік (виконує Лариса Голубкіна)
- Влада жінки (виконує Сергій Мінаєв)
- У цій світлій ночі (виконують Сергій Маховиков і Лариса Шахворостова)
- Чортівня (виконує Сергій Мінаєв)
- Сходи влади (виконує Микола Караченцов)
- Бастилія (виконує Зіновій Гердт)
- Рішення жінки (виконує Любов Прівіна)
- Що таке людина? (Виконує Зіновій Гердт)
- Свинячий набрід (виконує Сергій Маховиков)
- Згрішив і покайся (виконує Сергій Мінаєв)
- Стежка земна (виконує Сергій Маховиков)

## Знімальна група
- Режисер-постановник: Євген Гінзбург
- Автори сценарію: Кім Рижов, Євген Гінзбург
- Оператор-постановник: Валерій Гінзбург[ru]
- Композитори: Володимир Давиденко, Анатолій Кролл, Валерій Мягких
- Автор текстів пісень: Юрій Ряшенцев
- Художники-постановники: Борис Бланк, Аддіс Гаджієв
- Продюсери: Олександр Михайлов, Харольд Кернер, В'ячеслав Врачев